# Lijst van voetbalinterlands Kaaimaneilanden - Nederlandse Antillen
Deze lijst van voetbalinterlands is een overzicht van alle officiële voetbalwedstrijden tussen de nationale teams van de Kaaimaneilanden en de Nederlandse Antillen. De landen speelden een keer tegen elkaar. Dat was een groepswedstrijd tijdens de Caribbean Cup 1998 op 26 juli 1998 in Saint Thomas (Jamaica).

## Wedstrijden
| № | Plaats       | Datum        | Competitie         | Wedstrijd                              | Uitslag |
| - | ------------ | ------------ | ------------------ | -------------------------------------- | ------- |
| 1 | Saint Thomas | 26 juli 1998 | Caribbean Cup 1998 | Kaaimaneilanden – Nederlandse Antillen | 2 – 0   |

## Samenvatting
| Competitie    | Totaal gespeeld | Winst Kaaimaneilanden | Gelijk | Winst Ned. Ant. | Doelsaldo Kaaimaneilanden – Ned. Ant. |
| ------------- | --------------- | --------------------- | ------ | --------------- | ------------------------------------- |
| Caribbean Cup | 1               | 1                     | 0      | 0               | 2 − 0                                 |
| Totaal        | 1               | 1                     | 0      | 0               | 2 − 0                                 |

Wedstrijden bepaald door strafschoppen worden, in lijn met de FIFA, als een gelijkspel gerekend.
CIFA · A-internationals · Olympisch elftal · Kaaimaneilands vrouwenelftal
Amerikaanse Maagdeneilanden ·
Anguilla ·
Antigua en Barbuda ·
Aruba ·
Bahama's ·
Barbados ·
Belize ·
Bermuda ·
Britse Maagdeneilanden ·
Canada ·
Cuba ·
Dominicaanse Republiek ·
El Salvador · 
Grenada ·
Guyana ·
Haïti ·
Jamaica ·
Moldavië ·
Montserrat ·
Nederlandse Antillen ·
Nicaragua ·
Puerto Rico ·
Saint Kitts en Nevis ·
Saint Lucia ·
Saint Vincent en de Grenadines ·
Suriname ·
Trinidad en Tobago ·
Turks- en Caicoseilanden ·
Verenigde Staten
NAVU · A-internationals · Nederlands-Antilliaans vrouwenelftal · Olympisch elftal
Antigua en Barbuda ·
Aruba ·
Bahama's ·
Barbados ·
Bermuda ·
Colombia ·
Costa Rica ·
Cuba ·
Denemarken ·
Dominicaanse Republiek ·
El Salvador ·
Grenada ·
Guatemala ·
Guyana ·
Haïti ·
Honduras ·
Jamaica ·
Kaaimaneilanden ·
Mexico ·
Nederland ·
Nicaragua ·
Panama ·
Puerto Rico ·
Saint Lucia ·
Saint Vincent en de Grenadines ·
Suriname ·
Trinidad en Tobago ·
Venezuela · 
Verenigde Staten